# شعب العبادل (ردمان)

تعديل مصدري - تعديل

شعب العبادل هي إحدى قرى عزلة ال عامر بمديرية ردمان التابعة لمحافظة البيضاء، بلغ تعداد سكانها 66 نسمة حسب تعداد اليمن لعام 2004.